# 谷田歩
谷田 歩（たにだ あゆみ、1975年7月25日 - ）は、静岡県出身の俳優、声優。ジェイ・クリップ所属。
シェイクスピアシアター附属演劇研究所を経て劇団AUNへ入団。以後、舞台およびCF出演・ナレーションの実績を積み現在へ至る。既婚で子供あり。

## 出演

### テレビドラマ
- 夏の秘密（2009年、東海テレビ） - 染谷護 役
- 大河ドラマ（NHK）
  - 江〜姫たちの戦国〜（2011年1月） - 織田信忠 役
  - 花燃ゆ（2015年） - 囚人 役
  - 真田丸（2016年） - 森長可 役
  - 西郷どん（2018年） - 木場伝内 役[3]
- SP 革命前日（2011年3月5日、フジテレビ） - 東郷 役
- 相棒 season10 第5話 「消えた女」（2011年11月16日） - 久永智一 役
- 4夜連続ドラマ「O-PARTS〜オーパーツ〜」（2012年、フジテレビ） - アルファ 役
- 安堂ロイド〜A.I. knows LOVE?〜 第6話 - 最終話（2013年11月17日、TBS） - メンデル 役
- 家族狩り（2014年7月 - 9月、TBS） - 油井善博 役
- 獣医さん、事件ですよ 第9話（2014年8月28日、読売テレビ） - 遠藤竜二 役
- プラチナエイジ（2015年3月 - 、東海テレビ） - 森山亮平 役
- 下町ロケット（2015年10月 - 12月、TBS） - 唐木田篤 役
- 土曜ワイド劇場「京都南署鑑識ファイル10」（2016年4月2日、テレビ朝日） - 葛西勝 役
- 月曜名作劇場「警視庁南平班〜七人の刑事〜9」（2016年7月11日、TBS） - 岩城啓輔 役
- 神の舌を持つ男（2016年、TBS） - 石破大善（被害者） 役
- 獄門島（2016年、NHK BSプレミアム） - 塩作り・竹蔵 役
- A LIFE〜愛しき人〜（2017年、TBS） - 竹中浩一 役
- 豆腐プロレス（2017年、テレビ朝日） - ミッキー小笠原 役
- マグマイザー（2017年、BSスカパー!） - シュヴァルツ 役
- アンナチュラル（2018年） - 斎藤教諭 役
- 月曜名作劇場 「警視庁SP特命係」（2019年） - 西方圭一郎 役
- 日曜プライム 「白日の鴉2」（2020年） - 門脇太
- 未解決の女 Season2（2020年） ‐ 片山彰
- BSフジ4Kシアター『帰郷』（2020年9月27日、BSフジ）
- 連続テレビ小説（NHK）
  - エール（2020年10月7日） - 濱名中佐 役
- 24 JAPAN（2020 ‐ 2021年） ‐ 荒俣茂 役
- リコカツ 第2話（2021年4月23日、TBS） ‐ 吉良尚人 役
- TOKYO VICE（2022年、WOWOW） - 戸澤 役[4]
- 正月時代劇 幕末相棒伝（2022年1月3日、NHK総合・NHK BS4K） - 西郷隆盛 役[5]
- 科捜研の女 Season21 第2話（2021年10月28日、テレビ朝日） - 阿武隈忠 役
- DCU 第1話（2022年1月16日、TBS）- 群馬県警 管理官 役
- TOKYO VICE（2022年4月7日〈予定〉 - 、HBO Max・WOWOW） - 戸澤信三 役
- 初恋の悪魔（2022年） - 上柳智宏 役
- 必殺仕事人 (2023年1月のテレビドラマ)（2023年） ‐ 仁吉 役
- VIVANT 第5話（2023年8月13日、TBS） - バヤル 役
- 雲霧仁左衛門6 (2023年 NHK BS） - 今津屋徳兵衛 役
- アイドル誕生 輝け昭和歌謡（2023年、NHK BSプレミアム4K）- 久世光彦 役[6]
- アンチヒーロー 第2話（2024年4月21日、TBS） - 中島忠雄 役[7][8]
- 密告はうたう2 警視庁監察ファイル（2024年8月11日 - 、WOWOW） - 吉永 役[9]
- D&D〜医者と刑事の捜査線〜 第4話（2024年11月8日、テレビ東京） - 遠谷英輔 役[10]
- キャスター（2025年4月13日 - 6月15日、TBS） - 尾崎正尚 役[11]

### ウェブテレビ
- 特命係長只野仁（2017年、AbemaTV） - 加藤真也 役

### 映画
- 筆子・その愛 -天使のピアノ-（2007年）
- SP THE MOTION PICTURE 革命篇（2011年3月12日公開） - 東郷 役
- HESOMORI -ヘソモリ-（2011年制作公開、2012年全国公開）
- 劇場版 SPEC〜結〜 爻ノ篇（2013年）
- 検察側の罪人（2018年） - 青戸公成 役
- セイバー+ゼンカイジャー スーパーヒーロー戦記（2021年） - アスモデウス 役[12]
- 燃えよ剣（2021年10月15日公開[13]） - 永倉新八 役[14]
- 森の中のレストラン（2022年11月19日公開、NeedyGreedy / フルモテルモ） - 小島隆太 役[15][16]
- 赤羽骨子のボディガード（2024年8月2日公開） - 鷹見剛己 役

### Webドラマ
- 今際の国のアリス シーズン2（2022年12月22日、Netflix） - スペードのキング/シーラビ 役[17]

### 舞台
- イリノイのリンカン（2009年）
- フロスト×ニクソン（2009年）
- 今は亡きヘンリー・モス（2010年）
- アドルフに告ぐ（2015年6月、KAAT神奈川芸術劇場）
- フェードル（2017年4月、シアターコクーン、他）
- トロイ戦争は起こらない（2017年10月、新国立劇場 中劇場、他）[18]
- カリギュラ（2019年11月～12月、新国立劇場 中劇場、他）
- 彩の国シェイクスピア・シリーズ第35弾『ヘンリー八世』（2020年2月14日 - 27日、彩の国さいたま芸術劇場） - バッキンガム公爵 役[19]
  - 彩の国シェイクスピア・シリーズ『ヘンリー八世（再演）』（2022年9月16日 - 25日、彩の国さいたま芸術劇場 大ホール 他） - バッキンガム公爵 役[20]
- ゲルニカ（2020年9月〜11月、東京パルコ劇場、他）
- PARCO PRODUCE 2024 舞台『オーランド』（2024年6月29日 - 8月18日、彩の国さいたま芸術劇場 大ホール 他）[21]
- 血の婚礼（2024年12月7日 - 18日、IMM THEATER / 12月28日・29日、兵庫県立芸術文化センター 阪急中ホール）[22][23]

### ナレーション
- ファンケル
- 竹中工務店
- 三洋電機
- エバラ 焼肉のタレ
- 龍が如くシリーズCM
- 戦場のヴァルキュリア2
- NHKスペシャル『巨龍中国』シリーズ（2016 - 2017年）
- 白い巨塔 冒頭ナレーション（2019年、テレビ朝日）[24]
- 日経スペシャル「ブレイクスルー」(2024年4月～)

### ゲーム
- ガチトラ! 〜暴れん坊教師 in High School〜（2011年、大神龍之介）
- 龍が如く6 命の詩。（2016年、小清水寛治[25]）
- 龍が如く 維新！ 極（2023年、鈴木三樹三郎[26]）
- 龍が如く8外伝 Pirates in Hawaii（2025年、ロドリゲス[27]）

### 吹き替え
- シェーン（ウィルスン〈ジャック・パランス〉[28]）※スター・チャンネル版

### ラジオ
- 青春アドベンチャー「レディ・トラベラー1920」（2020年11月16日 - 11月27日、NHK-FM）
- 青春アドベンチャー「影をなくした男」（2024年2月5日 - 9日、NHK-FM）[29]